# Nikolaus Richter
Nikolaus B. Richter (* 5. Februar 1910 in Neustädtel; † 26. November 1980 in Potsdam) war einer der profiliertesten Astronomen der DDR.

## Leben und Wirken
Richter wurde als Sohn des Juristen Benjamin Richter (1866–1936) in Neustädtel im sächsischen Erzgebirge geboren. Seine Mutter Clara Richter geb. von Broke (1873–1955) gehörte zu den Fröbel-Lehrerinnen und begründete die ersten Schnitzkurse im Erzgebirge. Sein Vater war von etwa 1902 bis 1930 Bürgermeister von Neustädtel. Ihm zu Ehren wurde 1936 die Dr.-Richter-Straße in Neustädtel benannt.
Nach dem Besuch des Staatsrealgymnasiums in Schneeberg wollte Richter Astronom und Meteorologe werden. Bereits als Jugendlicher hatte er im Rathausturm in Neustädtel eine Privatsternwarte eingebaut. Durch die Bekanntschaft zum Leiter der Sonneberger Sternwarte Cuno Hoffmeister nahm er eine solide Ausbildung zum Astronomen. An den Universitäten Göttingen und Leipzig studierte Richter Mathematik, Astronomie, Physik und Meteorologie. 1935 wurde er in Leipzig beim Astronomen Josef Hopmann mit der Schrift Untersuchungen über den Venusdurchmesser promoviert. Während seiner Studienzeit nahm er an einer Exkursion zum Golf von Mexiko und nach Südamerika teil, wo er sich speziell mit der Erforschung des Zodiakallichtes beschäftigte.
Von 1935 bis 1945 war er wissenschaftlicher Assistent bei Paul Guthnick an der Sternwarte in Berlin-Neubabelsberg. Er wurde nicht zum Kriegsdienst eingezogen. In dieser Zeit unternahm er 1942 eine wissenschaftliche Expedition in die Sahara, ausgehend von Tripolis in das noch weithin unerforschte Gebiet zwischen Fessan und Kufra. Sein Bericht dazu erschien 1952 unter dem Titel „Unvergessliche Sahara“ bei Brockhaus in Leipzig.
1946 wurde Richter von Hoffmeister an die Sternwarte Sonneberg berufen, wo er 1949 zum Observator und 1953 zum wissenschaftlichen Mitarbeiter und Abteilungsleiter ernannt wurde. 1960 wechselte er nach Tautenburg, wo er zum Direktor des neuen Karl-Schwarzschild-Observatoriums (heute: Thüringer Landessternwarte) ernannt wurde. Zu seinen Mitarbeitern zählten Freimut Börngen und der ihm als Direktor nachfolgende Siegfried Marx.
Im Auftrag der DEFA schuf er gemeinsam mit seiner Frau den Dokumentarfilm Unbekannte Sahara. Der Film berichtet über die gesamtdeutsche Expedition des Jahres 1955, die ihn im Auftrag der Gesellschaft für Erdkunde in Berlin gemeinsam mit seiner Gattin sowie den westdeutschen Wissenschaftlern Wolfgang Meckelein und Eberhard Jany in die Sahara führte.

## Ehrungen
Freimut Börngen benannte den am 28. Oktober 1973 entdeckten, etwa 6 km großen Hauptgürtel-Asteroiden (3338) Richter nach ihm.
Richter wurde 1972 in die Deutsche Akademie der Naturforscher Leopoldina gewählt.

## Werke
- Unvergessliche Sahara. Als Maler u. Gelehrter durch unerforschte Wüste. Brockhaus, Leipzig 1952 (186 S.).
- Auf dem Weg zur schwarzen Oase. Brockhaus, Leipzig 1958 (355 S.).